# Michele Medda
Michele Medda (Cagliari, Italia, 7 de diciembre de 1962) es un guionista de cómic italiano.

## Biografía
Licenciado en Letras con una tesis sobre la novela policíaca italiana, debido a su pasión por la historieta participa con los también sardos Antonio Serra y Bepi Vigna en el grupo "Bande Dessinée". Mediante Alfredo Castelli, los tres guionistas pasaron al profesionalismo trabajando para la historieta Martin Mystère de Sergio Bonelli Editore. Para la misma editorial crearán el cómic de ciencia ficción Nathan Never (1991) y su spin-off Legs Weaver (1995). Medda también ha sido autor de historias de Tex, Nick Raider y Dylan Dog.
En 2000, junto a Stafano Casini, creó Digitus Dei, publicado por la editorial Peter Press (fundada por el mismo Medda). En 2004 colaboró con la Walt Disney Italia escribiendo algunos episodios de las series Kylion y Monster Allergy. Ese mismo año escribió la historia breve Il frate che volava, basada en la vida de José de Cupertino y dibujada por Christian Cordella. En 2007 colaboró con Francesco Atibani en la miniserie X-Campus para Panini-Marvel.
Posteriormente creó para la editorial Bonelli dos miniseries: Caravan (2009) y Lukas (2014, con Michele Benevento).